# Ataullah Muhammad Shah II di Kedah
Paduka Sri Sultan Atau'llah Muhammad Shah II ibni al-Marhum Sultan Zia ud-din al-Mukarram Shah (... – Kota Bukit Penang, 17 novembre 1698) è stato sultano di Kedah dal 1688 al 1698.
Venne educato privatamente.
Nel 1682 assunse la reggenza del sultanato poiché il padre era molto anziano. Trasferì la sua capitale a Kota Bukit Pinang.
Il 1º maggio 1688 fu proclamato sultano. Consegnò la città di Kota Indera Kayangan a Dato 'Andika Raja perché la proteggesse.
Si sposò ed ebbe otto figli, sei maschi e due femmine.
Morì a Kota Bukit Meriam il 17 novembre 1698 per malattia e fu sepolto nel cimitero della stessa città. Il 23 marzo 2017 la Malaysian Historical Society ritrovò quella che si ritiene la sua tomba ed altre otto sepolture sulle rive del fiume a Kampung Bukit Pinang, vicino ad Alor Setar.